# King of Punk
King of Punk (in italiano: re del punk) è un documentario diretto e prodotto da Kenneth van Schooten e Julie van Schooten. Il film-documentario include interviste con membri band punk fra 1976 e il 1982. Ci sono anche i Ramones, Adicts, Exploited, Avengers, Dead Boys, UK Subs, Zeros, Wayne County & the Electric Chairs e molti altri artisti. Si parla di questo genere e dell'industria della musica in generale. Il titolo del film viene tratto da una canzone di OBGYN, una ragazza tutto pepe che viveva a Fayetteville vicino a New York.
Nel 2007 il documentario è stato riproposto in DVD.

## Interviste
- Shonna and Dave Ryan, Abrasive Wheels
- Keith 'Monkey' Warren, The Adicts
- Penelope Houston, Avengers
- Jack Rabid, Big Takeover
- Jayne County
- Cheetah Chrome, Dead Boys
- Joe Keithley, D.O.A.
- Wattie Buchan, Exploited
- Dave Dictor and Ron Posner, MDC
- Marky Ramone, Ramones
- Dave Parsons, Sham 69
- Jake Burns e Bruce Foxton, Stiff Little Fingers
- Sonny Vincent, Testors
- Charlie Harper, UK Subs
- Robert 'El Vez' Lopez, Zeros